# Gledališče Park
Gledališče Park ali Kino Park je gledališko poslopje, ki stoji na robu mestnega parka v Murski Soboti. Pritlično zgradbo v modernističnem slogu, zgrajeno leta 1951, je načrtoval arhitekt Franc Novak.
Sprva je v zgradbi deloval kino, ki pa je z izgradnjo sodobnega multipleksa v mestu začetek 21. stoletja izgubil konkurenčnost. Zato so ob prenovi kinodvorano spremenili v gledališko, v kateri zdaj prirejajo različne kulturne prireditve.